# Produção limpa
Produção limpa ou produção mais limpa é uma abordagem para a produção ecoeficiente que estabelece uma metodologia chamada "downhill", ou seja, os fabricantes devem se preocupar desde o projeto, seleção de matérias primas, processo de produção, consumo, reutilização, reparo, reciclagem (3R) até a disposição final dos produtos. Tudo com fins de eficiência econômica e minimização de danos ao ambiente. Para tanto, a logística reversa deve ser utilizada. 
As principais características de um bem produzido segundo os critérios da Produção Limpa são:
- Utilização de materiais não tóxicos e reutilizáveis;
- Processos limpos e com baixo consumo de energia;
- Mínima utilização de embalagens;
- Fácil de montar, desmontar, consertar e reciclar;
- Destinação final ambientalmente adequada gerida pelo fabricante;
- a pouca diferença da produçao + limpa.

A Produção mais  Limpa  baseia-se nos seguintes aspectos: (1) só a mudança tecnológica com a adoção de Tecnológica  mais Limpa muitas vezes não é suficiente para tornar um processo produtivo "mais limpo"; (2) ageração de conhecimento endógeno e a aplicação do know-how (saber como fazer) externo ou interno à organização são elementos -chave para o sucesso de um programa de Produção mais Limpa; (3)  é preciso que ocorram mudanças de atitudes  em todos os níveis  da organização, referentes ao comprometimento com a implementação de um programa de Produção Mais Limpa. 
O termo foi introduzido pela primeira vez em 1989, pela UNEP.